# Stirpe selvaggia
Stirpe selvaggia è un romanzo dell'autore italiano Eraldo Baldini del 2016.
Il libro ha vinto il Premio Alessandro Manzoni per il romanzo storico l'anno successivo.

## Trama

### Parte prima:Wild East Show
Nel 1906, nel piccolo paese romagnolo di San Sebastiano in Alpe, Amerigo, Mariano e Rachele sono tre inseparabili amici di nove anni. Un giorno arriva la notizia che Buffalo Bill si esibirà col suo circo a Ravenna. Giulia, la madre di Amerigo, assicura al figlio che andranno a vederlo, grazie ai biglietti procurati dal mediatore Ercole.
Finito lo spettacolo, Giulia va a parlare con la star, che le dà una moneta d'oro; rivela quindi ad Amerigo che è figlio di Buffalo Bill. La voce si sparge in paese e da allora Amerigo è chiamato Bill, con un certo fastidio del bambino, che era stato più impressionato nella parte che nello spettacolo avevano gli indiani.

### Parte seconda:Bill il selvaggio
Nel 1909 Alma, la madre di Rachele, è mandata a chiamare da Fausto, un tipo equivoco amico della contessa Barnini (di cui Giulia era stata la domestica), perché provi a guarire la di lei nipotina Adele, molto malata. Alma si reca a casa della nobildonna, ma ammette che con le sue conoscenze erboristiche non può far nulla per la giovinetta, che muore dopo tre giorni. La contessa se ne risente e per ripicca dà lo sfratto ad Alma, dopo aver acquistato il terreno su cui sorge la sua casupola. Fa anche abbattere l'albero di cerro a lei caro e in quel preciso istante Alma, che si era sdraiata sul letto indossando i suoi migliori vestiti, cessa di vivere. Bill, sconvolto per l'accaduto e per ciò che significa per la sua amica Rachele, con l'arco che si è costruito scocca una freccia incendiaria verso Fausto, che ne rimane con una guancia trapassata, ferito ma vivo. Mentre Bill scappa, l'arco e le frecce sono raccolte da un omone ritardato detto Piombo, che viene accusato del misfatto. Ercole, con la moglie Cristofora, avverte di ciò il ragazzo, che vorrebbe costituirsi ma ne è dissuaso da Piuma, il padre di Piombo, che preferisce che suo figlio, pur innocente, vada in manicomio e cessi di essere un pericolo per sé e per gli altri.
In autunno, Rachele è messa in un orfanotrofio a Faenza, mentre Mariano inizia a frequentare un convitto nella stessa città per continuare gli studi. Bill si mette a lavorare col nonno Luigi come boscaiolo, e ogni tanto rivede Mariano durante i suoi ritorni al paese. Una domenica percorre a piedi la strada fino a Faenza per rivedere anche Rachele, ma dopo averla scorta in affettuosa compagnia di Mariano vi rinuncia e torna indietro senza averle parlato. Da allora cerca di evitare anche il paese di San Sebastiano in Alpe, e nell'inverno tra il 1910 e il 1911 s'impiega nella segheria di Piero Santini, in montagna. Il giorno di Santa Lucia del 1910, Luigi vuole andare a far visita al nipote, ma per lo sforzo della salita affrontata mentre una bufera di neve imperversa ha un attacco di cuore e muore quando è in vista della segheria.
Nel giugno 1914, mentre è nei boschi, Bill viene a sapere da un carrettiere che le città delle Marche e della Romagna sono in fermento e ci sono stati attacchi verso persone e istituzioni religiose. Preoccupato per l'incolumità dei suoi amici, scende a Faenza ma non li trova; a San Sebastiano in Alpe sua madre gli dice che è stato visto in città e che circolano delle voci, messe in giro da Fausto, secondo le quali sarebbe nientemeno che uno dei sobillatori. Con l'aiuto di Mariano riesce però a chiarire la propria posizione coi Carabinieri.
Allo scoppio della prima guerra mondiale, Mariano confida all'amico che intende partire volontario per combattere con la patria, e Bill gli dice che verrà con lui.

### Parte terza:Come gli indiani
Dopo la rotta di Caporetto, Bill e Mariano entrano nel corpo degli Arditi, e si distinguono per le loro imprese temerarie, che nella loro immaginazione vorrebbero replicare quelle degli indiani di Buffalo Bill. Durante una missione, una granata esplosa a poca distanza costa a Mariano l'amputazione di un braccio e a Bill uno sfregio al volto con la perdita di parte di un orecchio. All'ospedale militare di Milano rivedono Rachele, giunta in città con i soldi prestatile da Ercole. Mariano, che è stato salvato da Bill mentre rischiava il dissanguamento, gli offre un lavoro nella ditta di famiglia, che il suo amico accetta progettando di accasarsi con Rachele.
In questo periodo accade che Giovanni Santini, un ragazzo albino figlio del proprietario della segheria, venga ucciso da una folla incitata da Fausto, ora diventato il marito della contessa, il quale l'accusa di essere figlio del Demonio. Per vendicarlo, Bill uccide Fausto con una coltellata, dopodiché è costretto a darsi alla macchia. Per diversi anni sopravvive cacciando e facendo lavoretti per i montanari. Nel 1927, facendosi mandare la posta all'osteria dove un tempo lavorava la sua antica amante Silvana, riesce ad entrare in corrispondenza con Mariano, ora podestà di San Sebastiano in Alpe, che lo avverte della morte della madre e fa sì che possa tornare in paese per il tempo sufficiente ad assistere al funerale.
Nel novembre 1944 Bill s'imbatte in alcuni partigiani che gli dicono che le SS stanno preparando una rappresaglia sui civili di San Sebastiano in Alpe; corre allora ad avvertire i suoi compaesani perché si mettano in salvo. Rachele guida fuori dal paese i bambini dell'asilo di cui è la maestra, mentre Bill e Mariano, ormai esautorato dal suo ruolo pubblico, rimangono indietro presso un improvvisato sbarramento stradale, per coprire la fuga dei civili vendendo cara la pelle.

## Personaggi
- Amerigo Timossi detto Bill: il protagonista della storia, nato il 2 marzo 1897.
- Mariano: amico del protagonista, di famiglia borghese, suo coetaneo.
- Rachele Ceroni: coetanea dei precedenti, amata da Bill.
- Alma Ceroni: madre di Rachele, nata nel 1868. Da bambina ha un legame con i folletti chiamati Mazzapegoli. Diventa poi levatrice ed esperta di medicina popolare. All'età di ventinove anni dà alla luce Rachele, di padre ignoto.
- Giuseppe e Francesca Ceroni: genitori di Alma, morti nel 1886.
- Belva: cane dei Ceroni, secondo i quali si tratterebbe dello stesso animale passato da Giuseppe ad Alma e quindi a Rachele.
- Giulia Timossi: madre di Amerigo, nata nel 1879. Figlia di un taglialegna e carbonaio, all'età di tredici anni, stanca della vita solitaria tra i boschi, va al servizio della contessa Elisabetta Fulvia Barnini. Durante una tournée della sua padrona negli Stati Uniti, incontra Buffalo Bill, soggiornante nello stesso hotel di Chicago, e ne rimane affascinata. Ha con lui un rapporto sessuale nel quale rimane incinta. Quando il suo stato diviene evidente, è licenziata dalla contessa.
- Luigi Timossi: padre della precedente e nonno di Amerigo.
- Buffalo Bill: un tempo eroe del West, poi circense. Padre di Amerigo.
- Florio Pasini: ex seminarista di idee repubblicane e socialiste. È lui a portare a San Sebastiano in Alpe la notizia dell'arrivo di Buffalo Bill, e sarà poi vittima delle violenze fasciste.
- Don Paolo: parroco di San Sebastiano in Alpe.
- Ennio detto Ercole: ometto dal corpo rinsecchito ma dall'ingegno brillante, di professione commerciante e sensale di matrimoni.
- Terzo detto Caganìdo: fratello minore del precedente, dal fisico possente ma dalla mente di sempliciotto. È convinto che nella chiesa di San Sebastiano in Alpe si trovi il tesoro di un brigante e a causa di ciò finisce per perdere la vita, inseguito da un carabiniere.
- Ehi, battezzata col nome di Cristofora: moglie di Ennio/Ercole. È una donnona vissuta in montagna in modo selvatico, finché il suo futuro marito non va a cercarla. Suo padre non le aveva dato un nome ma la chiamava semplicemente con l'interiezione "ehi".
- Elisabetta Fulvia Barnini: contessa con proprietà nei pressi di San Sebastiano in Alpe, famosa mezzosoprano.
- Adele: nipote della precedente, morta all'età di dodici anni.
- Galli: fattore della contessa Barnini.
- Fausto Bassi: esoterista bolognese, supposto amante, poi marito, della contessa Barnini. Ha cercato di curare Adele col mesmerismo.
- Tino detto Piuma e Antonio detto Piombo: due poveracci, padre e figlio. Cercano di rubare delle galline ma si fanno del male e sono soccorsi da Amerigo e Mariano bambini. Si sono stabiliti a San Sebastiano in Alpe dalla natia Lancimago perché sospettati di essere stati dei delatori verso le autorità durante dei moti popolari nel 1882.
- Piero Santini: proprietario della segheria in cui lavora Amerigo/Bill tra il 1910 e il 1911.
- Giovanni Santini: figlio del precedente, affetto da albinismo. Per la sua condizione suo padre lo tiene segregato in un ambiente della segheria. A causa di un'alluvione, la cassa in cui si era rifugiato viene trascinata giù in paese, dove è massacrato dalla folla sobillata da Fausto Bassi.
- Silvana: giovane ostessa, amante di Bill nel periodo precedente la Prima guerra mondiale. Si trasferisce poi altrove e Bill non riesce a rintracciarla.
- Ernest: compagno americano di camerata di Bill all'ospedale militare. Il suo personaggio ricalca lo scrittore Ernest Hemingway.
- Delia: moglie di Mariano nel 1944. Si mette in salvo col resto della popolazione.

## Rapporti con altre opere
L'idea di combattenti della Prima guerra mondiale che compiono azioni temerarie perché influenzati dagli indiani del circo di Buffalo Bill era alla base del precedente racconto di Baldini intitolato Come gli indiani, incluso nella raccolta Bambini, ragni e altri predatori del 2003. L'"urlo della balza", che si udirebbe in occasione di eventi tragici (nella fattispecie, lo scoppio della Prima guerra mondiale) era stato l'argomento dell'altro racconto Il Gorgo Nero (in cui era stato chiamato con quest'espressione) della raccolta Gotico rurale del 2000.

## Edizioni
- Eraldo Baldini, Stirpe selvaggia, Stile Libero Big, Torino, Einaudi, 2016,  p. 298, ISBN 978-88-06-22592-6.